# پابیلوس دسیوس ماس (کنسول ۳۴۰ پیش از میلاد)
پابیلوس دسیوس ماس (انگلیسی: Publius Decius Mus; ۱ ژانویهٔ ۰۳۵۰ – ۱ ژانویهٔ ۰۳۴۰) اهل روم باستان پسر کوئینتوس، از خاندان رومی پلبی‌ها دسیا، کنسول روم در ۳۴۰ قبل از میلاد بود. او به ویژه به دلیل قربانی کردن خود در نبرد از طریق مراسم نذر برای خدایان رومی، همان‌طور که توسط مورخ تاریخ‌نگاری رومی تیتوس لیویوس ثبت شده‌است، مورد توجه قرار گرفته‌است.